# زینالوف علی یوسف اوغلو
زینالوف علی یوسف اوغلو (انگلیسی: Zeynalov Ali Yusif oglu; ۲۳ مارس ۱۹۱۳ – ۴ ژانویهٔ ۱۹۸۸) بازیگر تئاتر و بازیگر سینما اهل امپراتوری روسیه (جمهوری آذربایجان کنونی) بود. وی بین سال‌های ۱۹۴۸ تا ۱۹۶۵ در ۳۶ فیلم بازی کرد.